# Viharsarok (tájegység)

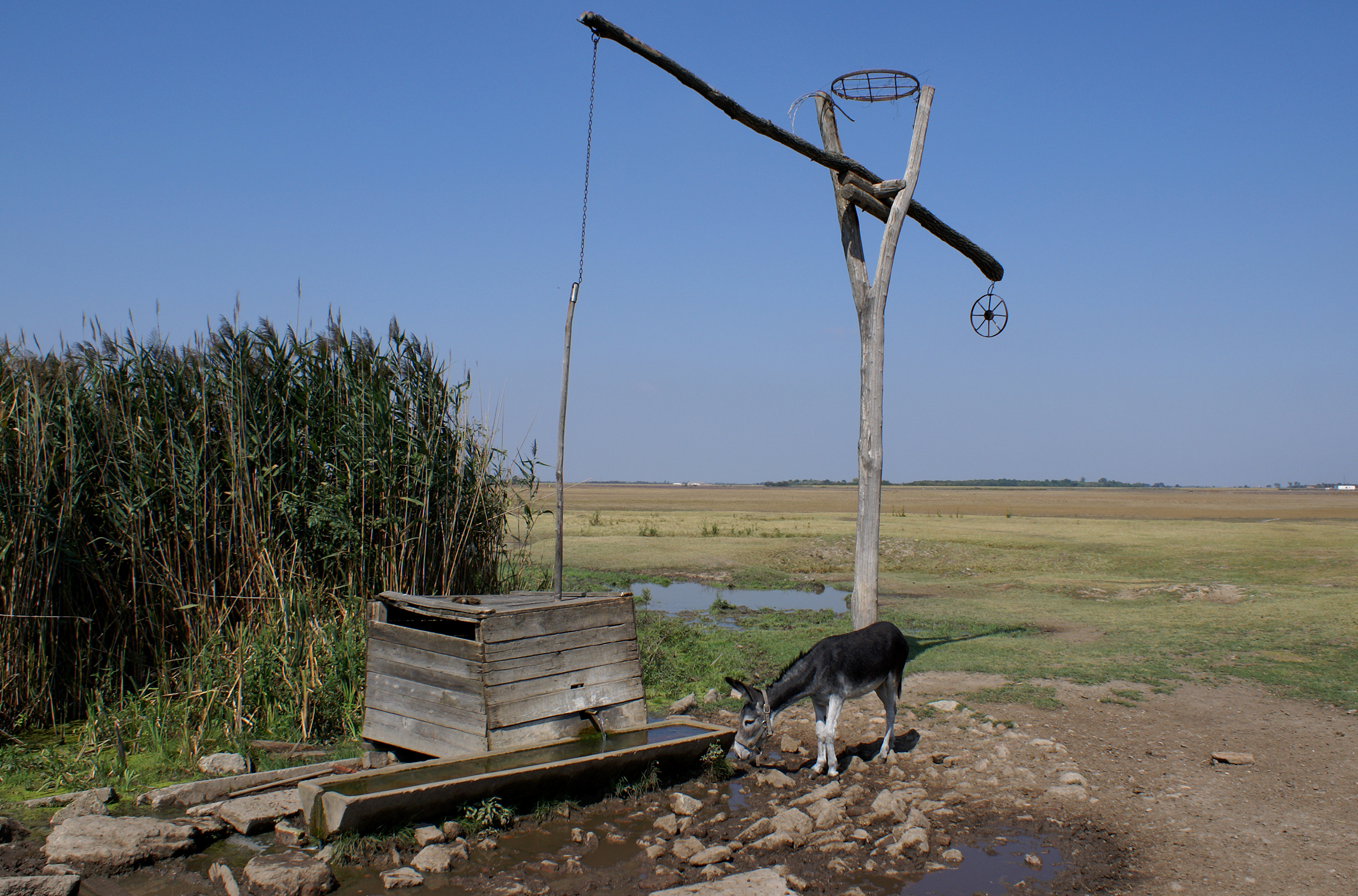
Gémeskút a Gyula melletti Steigervald-tanyán

A Viharsarok a Békés, Csanád és Csongrád vármegyék egy részét felölelő tájegység kulturális és történelmi neve az Alföldön, amely Féja Géza 1937-ben megjelent azonos című műve nyomán terjedt el, így talán ez a legfiatalabb magyarországi tájnév.

## Leírás
A terület nagy része napjainkban Békés vármegyéhez tartozik, de átnyúlik Csongrád-Csanád vármegye északkeleti részeire is. A tulajdonképpeni Viharsarok tágabb értelemben a Körösöktől délre kezdődik, és Maros-Tisza, keleten az 1920 utáni magyar–román határ által határolt nagyjából négyzet alakú területet jelenti. Sűrűn emlegetik Körös–Maros közeként is a területét, de ez nem szinonimája a kifejezésnek. A Körös–Maros köze természetföldrajzi lehatárolás, míg a Viharsarok szó elsősorban (a 2010-ben hivatalosan meghatározott Békési-sík, Békési-hát és Csanádi-hát kistájakat lefedő) történelmi alapon kialakult kulturális tájnév. A tájegység lakói a kettő közül jobban szeretik a Viharsarok kifejezést használni.[forrás?] Főként a Békés megyeiek tekintik magukénak a területet, de Hódmezővásárhely környékén is erős ez az érzés. Az 1950-es megyerendezést követően egyszerűsödött a kép, Arad vármegye és Csanád vármegye megszűnt, beolvadt Békés megyébe, míg Csongrád megye megkapta Torontál vármegye északi és Csanád vármegye nyugati részeit, így már csak két megye osztozott rajta. Innentől egyre inkább Békés megyét kezdték el Viharsarok néven illetni, főleg déli részeinek Orosháza, Battonya, Mezőhegyes, Mezőkovácsháza környékét.
Mindezek ellenére a térség fővárosa vitathatatlanul a megyeszékhely Békéscsaba, amelyet sűrűn emlegetnek Viharsarok fővárosaként.

## Nevének eredete
Nevét Féja Géza 1937-ben megjelent azonos című szociográfiája terjesztette el, írásában egy helyen így ír a vidék népéről: „Ha beteg valakijük, nem hívnak orvost hozzá. Az ő tagadásuk nem ismer megalkuvást. Igy azután a déli Tiszavidéken érdekes szektaszerű »népegészségügyi« mozgalom keletkezett, a »kuncizmus«. E titokzatos fővárosi ember »minden betegséget« meggyógyító csodaszérumot árult s művelt, kitűnő parasztemberek karján is láttam az ijesztő hegeket, oltásainak a nyomát. Azt állítja mindenki, hogy meggyógyult tőle. Ez is csak azt bizonyítja, hogy szörnyű népi összeomlás történt a hajdan nem közönséges szociológiai kultúrával rendelkező viharsarokban. A nép immár öntudatlan énjébe menekül, teljesen ösztöneire bízza magát, homályos sejtéseire, különös sugallataira hallgat.” Az elnevezés az 1800-as évek második felében, a Dél-Tiszántúlon kibontakozott jelentős agrárszocialista és más baloldali mozgalmakra utal. Több emlékezetes tüntetés zajlott le, elég csak az 1895-ös békéscsabai csendőrsortűzre, vagy Szántó Kovács János lefogására, illetve az endrődi sortűzre gondolni. A környék lakói mindig is lázadóbbak voltak az átlagnál, jól mutatja ezt az a tény is, hogy az 1950-es évek nagy szövetkeztetési hulláma talán itt ütközött a legnagyobb ellenállásba a Kiskunság után. Fegyveres ellenállás is kibontakozott, a Fehér Gárda ellenállási mozgalom tagjai pont a Viharsarokból kerültek ki, akiket a hatalom könyörtelenül kivégeztetett. Mezőkovácsháza környékén még 1957–1958-ban is tömeges tüntetések voltak a kollektivizálás ellen. Ezt követően nem igazán beszélhetünk agrárszocialista szellemről. 1990 után hagyományosan az FKgP bázisának számított a terület, majd annak széthullása után az országos átlaghoz hasonlóan alakultak a pártok erőviszonyai. Ezek miatt eredeti jelentéstartalmát teljesen elvesztette.

## Földrajza

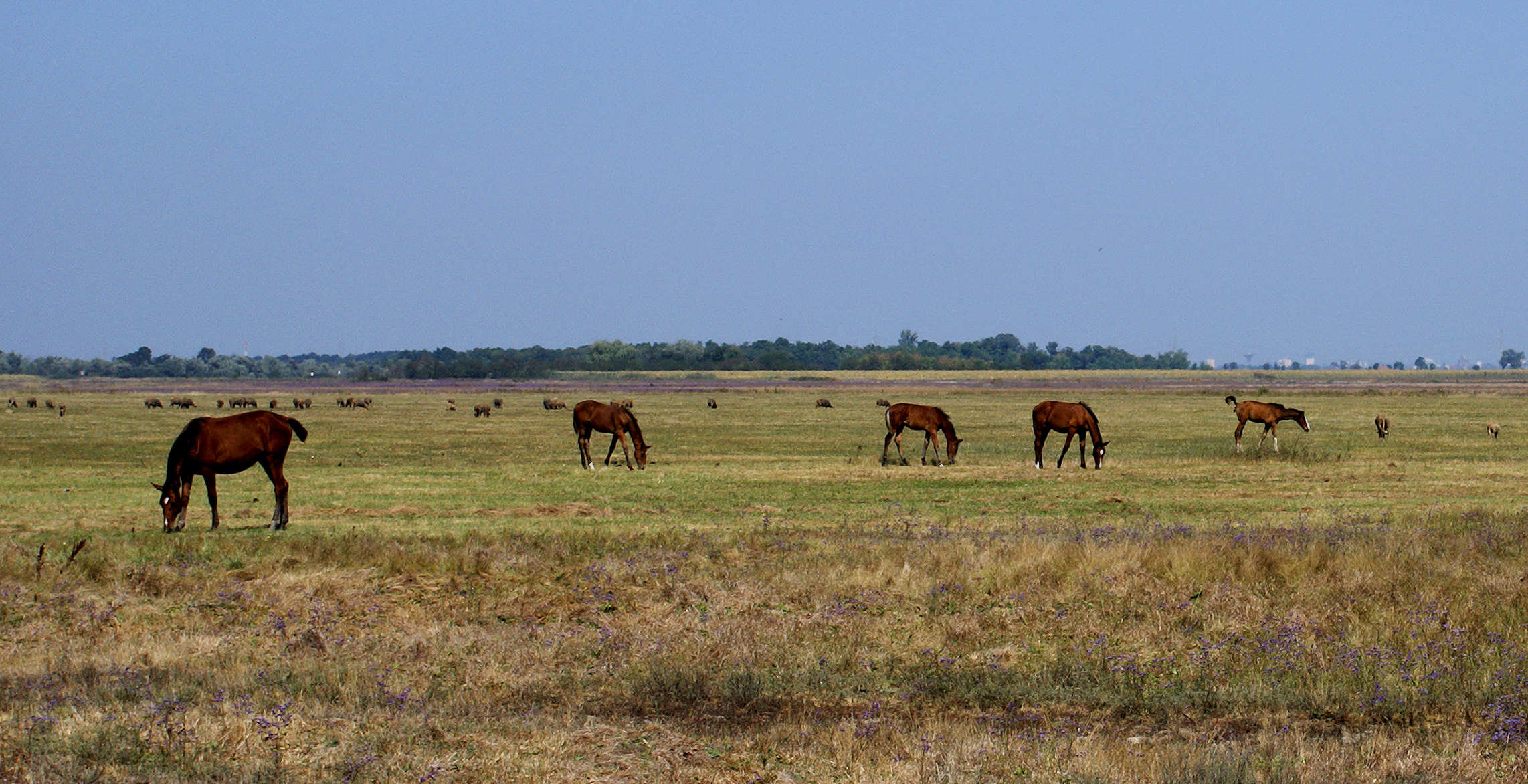
Ménes Gyula és Elek közelében

Meglehetősen egyhangú, intenzíven művelt mezőgazdasági kultúrtáj. Nemigen tagolt, a legalacsonyabb pontja a Tisza mellékén van 80 méter körül, a legmagasabb Battonyától délkeletre, a Csanádi-háton 106 méter magasan. Az évi középhőmérséklet itt a legmagasabb az országban, a terület déli részén +11 fok fölé megy. A csapadékháztartásban nyugatról kelet felé tartó növekedés figyelhető meg, míg a Tisza vidékén még csak 500 milliméter környékén van, addig Battonya környékén már 650 millimétert is eléri. A napsütéses órák száma ennek megfelelően nyugatról kelet felé csökken, de még így is meghaladja kissé az országos átlagot. A tenyészidőszak hőmérséklete a legmagasabb az országban, ami roppant kedvező a mezőgazdaság számára. Az országban itt találhatóak a legjobb minőségű talajok, átlagos aranykorona értékük szinte mindenhol 30-40 körül alakul, ezért mindig a Viharsarokban a legmagasabbak a termésátlagok, szokás az ország éléskamrájának is nevezni. Külön érdekesség, hogy az országban egyedülálló módon 5 hungarikum is innen származik, ebből 4 Békés vármegyéből, egy pedig Csongrád-Csanádból. A csabai kolbász és gyulai kolbász, a békési szilvapálinka, a medgyesi dinnye valamint a makói vöröshagyma mind-mind ezen táj termékei. A mezőgazdaságban a kukorica és búzatermesztés vezet, de jelentős a cukorrépa, napraforgó, görögdinnye és a kender vetésterülete is.

## Története
Értelemszerűen története nem 1937-től íródik, tehát nem csak ezen időszakot mutatjuk be. A honfoglalástól aprófalvas, magyarok lakta síkság a 16. század második felében a török betörés miatt erősen elpusztult, virágzó falusi és mezővárosi kultúrája megszűnt. Lakosságát nagyobbrészt kiirtották, vagy elmenekült, egy hányada a védettséget élvező Szegedre és Hódmezővásárhelyre költözött. A 18. századi újranépesítésben szinte az egész magyar nyelvterület részt vett, de nagy számban keletkeztek más nemzetiségű helységek is, elsősorban románok és szlovákok, kisebb részben németek (svábok) és szerbek. Településszerkezete a középkorival szemben merőben másként alakult. A nagytáj déli részén viszonylag kishatárú, népes telepesfalvak keletkeztek, míg az északi, a voltaképpeni Viharsarokban erőteljesebb volt a mezővárosi fejlődés, bár a nagyközségi sorból nem egy település csak a század közepére-végére nyerte el a városi címet. (Békés, Orosháza, Mezőhegyes, Mezőkovácsháza, Battonya). Jelentős paraszti tömegei és mezőgazdasági jellege ellenére néhány városának megyeszékhelyi mivolta és korábbi, főleg vásározási kiváltságai révén lassú polgári fejlődést és urbanizációt biztosított (Gyula, Szentes, Hódmezővásárhely, Makó).

## Legnagyobb városai
- Békéscsaba, kb. 60 ezer fő, megyeszékhely
- Hódmezővásárhely, kb. 43 ezer fő, megyei jogú város
- Gyula, kb. 30 ezer fő
- Orosháza, kb. 28 ezer fő
- Makó, kb. 23 ezer fő
- Békés, kb. 19 ezer fő